# Jan Frans van Douven

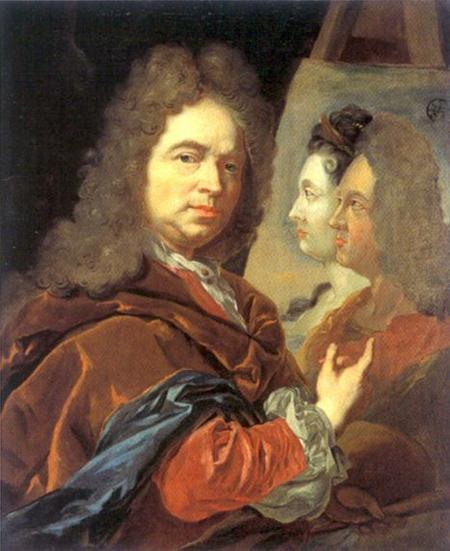
Autorretrato, óleo sobre lienzo, 54,6 x 44,7 cm, Düsseldorf, Museum Kunstpalast.

Jan Frans van Douven, o Johan Francois Douven, (Roermond, 1656-Düsseldorf, 1727) fue un pintor flamenco perteneciente a la escuela de Leyden, que desarrolló la mayor parte de su obra como pintor de corte en Düsseldorf para los electores del Palatinado.
Según Arnold Houbraken, su padre, Gerard Douven, fue canónigo en Roermond (por entonces perteneciente a los Países Bajos Españoles) y pasó varios años en Roma, donde desarrolló un gusto artístico que transmitió a su hijo, enseñándole latín y técnicas pictóricas desde la edad de once años. Muerto su padre a temprana edad (33 años), su madre le procuró un aprendizaje de dos años en Lieja con Gabriel Lambertin, que también tenía formación romana. Cuando su primo Chistopher Puitlink volvió a su vez de su estancia en Roma, el joven Johan también estudió con él. Trabajó tres años para Jan Dellano Velasco, encargado de negocios del rey de España Carlos II en Roermon, copiando modelos italianos.
In 1682 se trasladó a Düsseldorf como pintor de corte de Juan Guillermo del Palatinado, que le encargó una serie de escenas de la vida de la Corte de Düsseldorf, donde reflejó la vida cotidiana del príncipe y de su segunda mujer Ana María Luisa de Médici. Van Douven ejerció un papel principal en el establecimiento de la galería de pintura del palacio de Düsseldorf.
Acompañó al elector palatino a un viaje a Viena, donde pintó retratos del emperador y la emperatriz, así como de otros aristócratas y celebridades, como el músico Arcangelo Corelli.